# Окулярник садовий
Окулярник садовий (Zosterops anomalus) — вид горобцеподібних птахів родини окулярникових (Zosteropidae). Ендемік Індонезії.

## Опис
Довжина птаха становить 12 см. Тім'я і верхня частина тіла оливково-зелені. Горло, верхня частина грудей і гузка жовті, живіт білий. Дзьоб чорний, лапи світло-сірі або блакитнувато-зелені. Навколо очей чорні, не покриті пір'ям кільця. Виду не притаманний статевий диморфізм.

## Поширення і екологія
Садові окулярники мешкають на південному заході Сулавесі. Вони живуть в рівнинних тропічних лісах і чагарникових заростях на висоті до 1370 м над рівнем моря.